# Campeonato do Uzbequistão de Ciclismo em Estrada

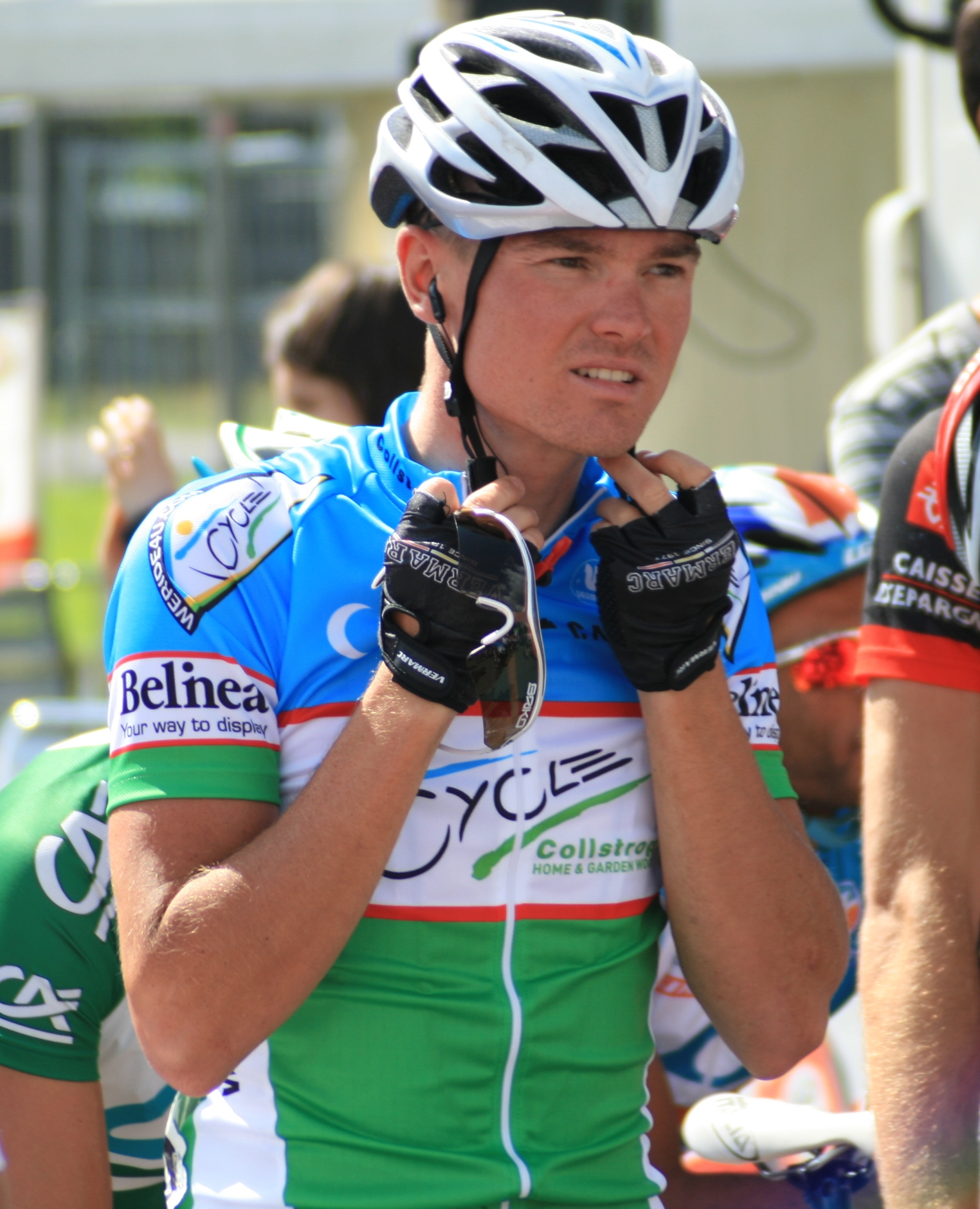
Serguéi Lagutín com o maillot de campeão nacional.

Os Campeonatos do Uzbequistão de Ciclismo em Estrada são organizados anualmente desde 1998 para determinar o campeão ciclista do Uzbequistão de cada ano, na modalidade.
O título é outorgado ao vencedor de uma única prova, na modalidade de em linha. O vencedor obtêm o direito de usar a maillot com as cores da bandeira do Uzbequistão até ao campeonato do ano seguinte, unicamente quando disputa provas de estrada.

## Palmares
| Ano  | Vencedor             | Segundo              | Terceiro           |
| 1998 | Sergey Arkov         |                      |                    |
| 1999 | Uglugbek Salamov     | Damir Iratov         | Sergey Arkov       |
| 2000 | Uglugbek Salamov     | Kahramon Maminov     | Alexandre Schmidt  |
| 2001 | Yuriy Plyukhin       | Artem Shlindov       | Kahramon Maminov   |
| 2003 | Sergey Krushevskiy   | Serguéi Lagutín      | Yuriy Plyukhin     |
| 2004 | Rafael Nuritdinov    | Serguéi Lagutín      | Aleksander Lagutin |
| 2005 | Serguéi Lagutín      | Ruslan Karimov       | Konstantin Kalinin |
| 2006 | Serguéi Lagutín      | Yusup Abrekov        | Vladimir Tuychiev  |
| 2007 | Ruslan Karimov       | Muradjan Khalmuratov | Vladimir Tuychiev  |
| 2008 | Serguéi Lagutín      | Yriy Ivoljatov       | Vladimir Tuychiev  |
| 2009 | Serguéi Lagutín      | Vladimir Tuychiev    | Yusup Abrekov      |
| 2010 | Serguéi Lagutín      | Ruslan Karimov       | Yusup Abrekov      |
| 2011 | Serguéi Lagutín      | Ruslan Karimov       | Vadim Shaekov      |
| 2012 | Serguéi Lagutín      | Konstantin Volik     | Vadim Shaekov      |
| 2013 | Muradjan Khalmuratov | Yusup Abrekov        | Abdullojon Akparov |
| 2014 | Ruslan Karimov       | Vadim Shaekov        | Yusup Abrekov      |
| 2015 | Ruslan Karimov       | Abdullojon Akparov   | Yusup Abrekov      |
| 2016 | Sergey Medvedev      | Muradjan Khalmuratov | Nikita Abramov     |
| 2017 | Ruslan Karimov       | Muradjan Khalmuratov | Andrey Izmaylov    |